# Ctenopelma acantholydae
Ctenopelma acantholydae är en stekelart som beskrevs av Barron 1981. Ctenopelma acantholydae ingår i släktet Ctenopelma och familjen brokparasitsteklar. Inga underarter finns listade i Catalogue of Life.